# Урсула Гаппе
Урсула Гаппе (нім. Ursula Happe, 20 жовтня 1926 — 26 березня 2021) — німецька плавчиня.
Олімпійська чемпіонка 1956 року, учасниця 1952 року.
Чемпіонка Європи з водних видів спорту 1954 року.